# سیارک ۵۹۲

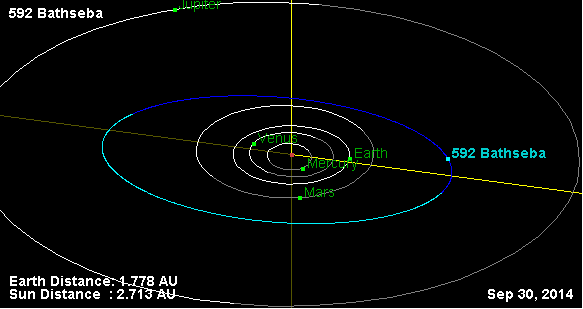
نمایی از محل قرارگیری سیارک ۵۹۲‌ در مدار – ۲۰۱۴

سیارک ۵۹۲ (به انگلیسی: 592 Bathseba، نامگذاری:1906TS) پانصد و نود و دومین سیارک کشف شده‌است که در ۱۸ مارس ۱۹۰۶ و در هایدلبرگ کشف شد.
قدر مطلق سیارک برابر ۹٫۳۰ است.